# Kōta Kanai
Pour les articles homonymes, voir Kanai.
Kōta Kanai est un joueur de shōgi professionnel japonais né le 25 mai 1986 à Ageo dans la préfecture de Saitama, classé 6e dan au shogi et finaliste du tournoi Eiō 2017-2018.

## Biographie et carrière
Kōta Kanai est né en mai 1986 à Ageo.
En 2007, il devient joueur professionnel de shogi avec un classement de 4e dan en avril 2007
En avril 2013, il participe au tournoi de sélection du challenger pour le titre de Ryuo (un des deux plus importants titres du shogi), mais il est battu au deuxième tour Takuya Nagase.
En janvier 2018, il se qualifie pour sa première finale d'un tournoi majeur de shogi : le troisième Eiō 2017-2018 en battant le tenant du titre Amahiko Sato, puis Yasumitsu Sato et Hisashi Namekata. Grâce à ces résultats, il est promu au grade de 6e dan professionnel mais Il perd la finale disputée d'avril à mai 2018 face à Taichi Takami sur la marque de 4 défaites à 0. L'année suivante (2018-2019), il est battu en huitième de finale du quatrième tournoi Eio.